# Butte des Morts
Butte des Morts – jednostka osadnicza w Stanach Zjednoczonych, w stanie Wisconsin, w hrabstwie Winnebago.